# Licy-Clignon
Licy-Clignon è un comune francese di 89 abitanti situato nel dipartimento dell'Aisne della regione dell'Alta Francia.

## Società

### Evoluzione demografica
Abitanti censiti